# 中村敦 (ミュージシャン)
中村 敦（なかむら あつし、1968年4月24日 - ）は、日本の音楽家である。山口県下関市出身。

## 略歴
1986年にKATZEを結成。2年後にテイチクからメジャー・デビューを果たす。KATZE解散後、塚本晃（元SHADY DOLLS）と音楽ユニット『HEAVEN』を結成。1991年にSony Recordsから再デビューを果たし、1枚のシングルと3枚のアルバムをリリースした。
1996年、28歳の誕生日を境に5年間に及ぶ闘病生活が始まる。数年後、KATZEの元メンバーだった高山克彬と再集結しバンド『N☆M☆A』を結成、活動停止後は尾上賢と再集結し音楽ユニット『愚息』を組んでいた。最近では布袋寅泰のライブにPERSONZのJILLと共にコーラスで参加。2018年現在も、精力的に全国の大小のステージに立ち、メッセージを送り続けている。

## バンド

### HEAVEN
メンバー
- 中村敦 ボーカル・ギター
- 塚本晃 ギター・ボーカル

シングル
- さらさら（1993年）

アルバム
- WONDERFUL LIFE（1992年）- オリコン最高順位：14位
- UNNATURAL GROOVER（1993年）- オリコン最高順位：39位
- 快晴予報（1994年）- オリコン最高順位：44位

### NAKAMURA ATSUSHI（バンド）
メンバー
- 中村敦 ボーカル
- 高山克彬 ベース
- GRACE ドラム

アルバム
- ROCK‘N ROLL HOBOES（2001年）

### N★M★A
メンバー
- 中村敦 ボーカル・ギター
- 高山克彬 ベース
- 河村征志 キーボード
- 佐々木寿仁 ドラム
- 尾崎浩司 ギター（サポートメンバー）
→2003年10月18日 広島NEOPOLISより正式メンバー

アルバム
- IF YOU WALK...A WAY WILL BE MADE THERE!（2002年）
- MY NAME IS ATOM（2003年）
- Micawber（2003年）

### ST.RITA
メンバー
- 中村敦 ボーカル・ギター
- 河村征志 キーボード

アルバム
- PLAY FOR YOU（2005年）

### 愚息
メンバー
- 中村敦 ボーカル・ギター
- 尾上賢 ギター

アルバム
- APOLLO（2007年）
- 永福（2007年）
- 永遠の夢路（2008年）

## ソロ

### 第1期
HEAVEN活動停止後、体調を崩し一時表舞台を離れ、長期の療養に入る。 しかし、 病床からある一人のファンがインターネット上で非公式ながら公開していたホームページ「ALL OF KATZE」を発見（現在では閉鎖）。それに感動した中村はその場で友人に電話を掛け、一台のワゴン車を購入。それは、今でも応援してくれているファンの元へギター一本で全国を回るソロ活動を始めるためであった。

マキシシングル
- NMA
- BLUE BIRD
- NO PAIN... NO LIFE

### 第2期
- 2011年5月20日に国立代々木競技場第一体育館で行なわれた、布袋寅泰の30周年記念ライブ「30th ANNIVERSARY ANTHOLOGY Ⅱ」にPERSONZのJILLと共にコーラスで参加した。
- 2018年現在も、精力的に全国の大小のステージに立ち、メッセージを送り続けている。

## 楽曲提供
転石
- 森重樹一 アルバム「WIRE SOUL」に収録
- アリスノウタ もてぎ弘二監督 2015年公開の映画のエンディングテーマ